# Dekanat Truskolasy
Dekanat Truskolasy − jeden z 36 dekanatów archidiecezji częstochowskiej. Znajduje się w regionie częstochowskim. Składa się z 8 parafii.

## Lista parafii
| Lp | Miejscowość / parafia                                                  | Proboszcz / administrator       | Kościół                                                                     | Zdjęcie |
| -- | ---------------------------------------------------------------------- | ------------------------------- | --------------------------------------------------------------------------- | ------- |
| 1. | Kalej Parafia Najświętszej Maryi Panny Królowej Aniołów                | ks. Kazimierz Zalewski          | Kościół Najświętszej Maryi Panny Królowej Anielskiej w Kalei                |         |
| 2. | Kuleje Parafia św. Maksymiliana Marii Kolbego                          | ks. Grzegorz Płaneta            | Kościół św. Maksymiliana Marii Kolbego w Kulejach                           |         |
| 3. | Ługi-Radły Parafia Najświętszego Serca Jezusowego                      | ks. Jan Władysław Koźmin        | Kościół Najświętszego Serca Jezusowego w Ługach-Radłach                     |         |
| 4. | Panki Parafia Świętej Rodziny – Jezusa, Maryi i Józefa                 | ks. Eugeniusz Bolesław Sikorski | Kościół Świętej Rodziny – Jezusa, Maryi i Józefa w Pankach                  |         |
| 5. | Podłęże Królewskie Parafia św. Antoniego z Padwy                       | o. Krystian Ostrowski OFM       | Kościół św. Antoniego z Padwy w Podłężu Królewskim                          |         |
| 6. | Przystajń Parafia Przenajświętszej Trójcy                              | ks. Zbigniew Mozol              | Kościół Przenajświętszej Trójcy w Przystajni                                |         |
| 7. | Truskolasy Parafia św. Mikołaja                                        | ks. Łukasz Dyktyński            | Kościół św. Mikołaja w Truskolasach                                         |         |
| 8. | Wręczyca Wielka Parafia św. Józefa Oblubieńca Najświętszej Maryi Panny | ks. Robert Grohs                | Kościół św. Józefa Oblubieńca Najświętszej Maryi Panny we Wręczycy Wielkiej |         |